# Brian Hill (cầu thủ bóng đá, sinh năm 1941)
Brian Hill (31 tháng 7 năm 1941 – 27 tháng 10 năm 2016) là một cầu thủ bóng đá người Anh thi đấu ở Football League cho Bristol City, Coventry City và Torquay United.